# Tereza Macel
Tereza Macel née le 3 avril 1974 à Prague en République tchèque est une triathlète professionnelle, multiple vainqueur sur triathlon Ironman.

## Palmarès
Le tableau présente les résultats les plus significatifs (podium) obtenus sur le circuit international de triathlon depuis 2003,.
| Année | Compétition                        | Pays         | Position           | Temps            |
| ----- | ---------------------------------- | ------------ | ------------------ | ---------------- |
| 2010  | Embrunman                          | France       | Médaille d'or      | 11 h 20 min 9 s  |
| 2010  | Challenge Roth                     | Allemagne    | Médaille de bronze | 9 h 9 min 29 s   |
| 2010  | Ironman Brésil                     | Brésil       | Médaille d'or      | 9 h 19 min 13 s  |
| 2010  | Ironman 70.3 Pucón                 | Chili        | Médaille de bronze | 4 h 46 min 31 s  |
| 2009  | Championnat d'Asie longue distance | Corée du Sud | Médaille d'or      | 4 h 56 min 41 s  |
| 2009  | Ironman Canada                     | Canada       | Médaille d'or      | 9 h 11 min 20 s  |
| 2009  | Ironman Lake Placid                | États-Unis   | Médaille d'or      | 9 h 29 min 36 s  |
| 2009  | Ironman Chine                      | Chine        | Médaille de bronze | 10 h 13 min 43 s |
| 2008  | Ironman 70.3 Pucón                 | Chili        | Médaille de bronze | 4 h 42 min 27 s  |
| 2006  | Ironman Corée                      | Corée du Sud | Médaille d'or      | 9 h 29 min 21 s  |
| 2003  | Coupe d'Europe - l'étape de Prague | Tchéquie     | Médaille de bronze | 2 h 3 min 33 s   |